# Mycoaciella
Mycoaciella is een geslacht van schimmels behorend tot de familie Meruliaceae. De typesoort is Mycoaciella bispora.

## Soorten
Volgens Index Fungorum telt het geslacht zes soorten (peildatum maart 2023):
| Soortnaam                                    | Auteur(s)                        | Publicatiejaar |
| -------------------------------------------- | -------------------------------- | -------------- |
| Mycoaciella badia                            | (Pat.) Hjortstam & Ryvarden      | 2004           |
| Mycoaciella bispora (Fraaie stekelkorstzwam) | (Stalpers) J. Erikss. & Ryvarden | 1978           |
| Mycoaciella brunnea                          | (Jülich) Hjortstam & Spooner     | 1990           |
| Mycoaciella dusenii                          | (Henn.) Hjortstam & Ryvarden     | 2009           |
| Mycoaciella efibulata                        | C.C. Chen & Sheng H. Wu          | 2021           |
| Mycoaciella hinnulea                         | (Bres.) Hjortstam & Ryvarden     | 1980           |